# Битка код Арте
Битка код Арте вођена је 1105. године између Селџучког царства под вођством Ридвана од Алепа и крсташа кнежевине Антиохије под командом Танкреда Галилејског. Битка је део крсташких ратова и завршена је победом хришћанске армије.

## Битка
Након крсташког пораза у бици код Харана, сва упоришта хришћана источно од реке Оронтес су напуштена. Како би сакупио нове крсташе, Боемунд Тарентски одлази у Европу остављајући Танкреда Галилејског у кнежевини Антиохији као регента. Танкред је почео да враћа изгубљене територије.
Танкред је опколио дворац Арта који се налази 40 км северозападно од Антиохије. Под овом тврђавом исечена је готово целокупна армија коју је Ридван послао као помоћ. Поход се наставио и убрзо је Танкред угрозио и сам Алепо па је Ридван био приморан на плаћање данка.